# 蘇費爾斯

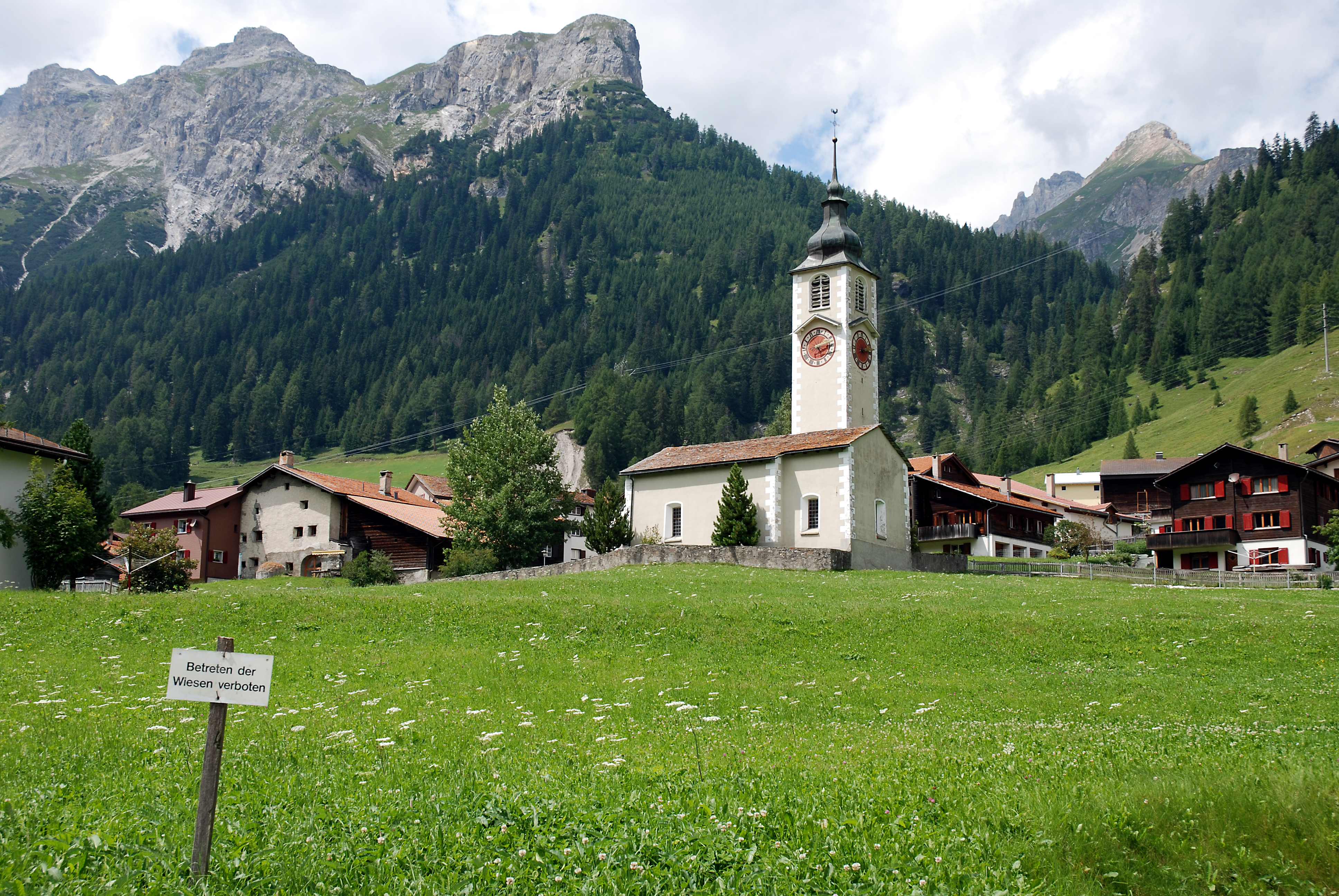

蘇費爾斯是瑞士的城鎮，位於該國東部，由格勞賓登州負責管轄，面積34.62平方公里，海拔高度1,430米，2011年人口124，人口密度每平方公里4人。

## 外部連結
- Official Web site （页面存档备份，存于） (in German)